# Polycentropsis abbreviata
Polycentropsis abbreviata là danh pháp khoa học của một loài cá thuộc họ Cá sặc vện (Nandidae). Tuy nhiên, có tác giả đặt Polycentropsis trong họ Polycentridae của loạt Ovalentaria.
Tên gọi trong tiếng Anh của nó là African leaffish (nghĩa đen là cá lá châu Phi hay cá sặc châu Phi),.

## Từ nguyên
Polycentropsis gồm polycentron và opsis; trong đó polycentron là "nhiều gai", nó bao gồm tiếng Hy Lạp cổ πολύς (polús) nghĩa là "nhiều" và κέντρον nghĩa là "gai, đinh, vòi" còn ὄψις (ópsis) nghĩa là "bề ngoài"; ở đây để nói tới sự tương tự bề ngoài của chi này như chi Polycentrus ở Nam Mỹ, với vây hậu môn nhiều tia gai.
Tính từ định danh abbreviata (giống đực: abbreviatus, giống trung: abbreviatum) là tiếng Latinh nghĩa là cắt ngắn, ngắn, viết tắt; có lẽ để nói tới phần thân ngắn nhưng sâu của loài này, với chiều sâu gấp đôi chiều dài tổng cộng.

## Phân bố
Loài này được tìm thấy ở Tây Phi và Trung Phi; từ sườn đông sông Ouémé ở Benin đến sông Cross ở Nigeria, bao gồm cả vùng hạ lưu và châu thổ sông Niger. Cũng được tìm thấy ở các vùng ven biển của sông Meme, Wouri, Sanaga và Lokoundje ở Cameroon và trong lưu vực các sông Komo và Ogowe ở Gabon. Loài cá sống đáy trong khu vực rừng mưa.

## Đặc điểm
Chiều dài tối đa 6,7 cm. Vây lưng: tia gai 15 - 17, tia mềm: 9-11; vây hậu môn: tia gai 9-12, tia mềm: 8 - 9; đốt sống: 23. Chẩn đoán: 6-7 hàng vảy trên má; đường bên không đầy đủ; cuống đuôi rất ngắn; vây đuôi cắt cụt. Thông thường thiếu đường bên có lỗ, nhưng nếu có thì chỉ có 4-6 vảy của chuỗi cong về phía lưng có lỗ; 16 tia vây đuôi chính với 1 tia lồi ra trên mỗi thùy; tia vây chậu thứ nhất với các nhánh trước và sau thò ra ngoài màng vây một chút; cuống đuôi ngắn rõ nét; 10 đốt sống bụng và 13 đốt sống đuôi; 3 xương trước lưng (xương trên trục thần kinh) ở phía trước xương mang cánh lưng thứ nhất. Màu sắc: nâu xỉn; đầu và hai bên thân có các đốm nâu sẫm/đen không đều, đôi khi tạo thành vân cẩm thạch. Dải sẫm màu từ gốc trước của vây lưng qua mắt đến chóp mõm; dải sẫm màu thứ hai từ rìa phần đuôi bụng của mắt qua má đến mặt bụng của thân đến phía trước gốc vây bụng; các phần xa của vây lưng mềm và vây hậu môn mềm, vây đuôi và vây ngực trong suốt; vây bụng, phần gai và gốc của vây lưng mềm và vây hậu môn mềm màu nâu. Các vây dường như không có tia khi nhìn từ một số góc nhất định

## Sinh sản
Loài này có cơ quan hô hấp phụ và do đó có thể chịu được mức oxy thấp. Nó có miệng rất to và là loài săn mồi theo kiểu nằm chờ. Cá đực thể hiện sự chăm sóc con non. Trong điều kiện nuôi nhốt, 100-200 trứng (đường kính 1,3-1,4 mm) được ưa thích gắn vào mặt dưới của những chiếc lá trôi nổi. Sau khi cá cái đẻ trứng, cá đực xây một tổ bọt phía dưới lá bao bọc các quả trứng trong bọt khí. Bọt được tạo ra bằng cách hít không khí vào miệng và giải phóng bọt qua nắp mang. Trứng nở sau 120 giờ (ở 27 °C). Cá bột ấu trùng dính vào vị trí làm tổ bằng cơ quan bám dính đa bào trên đỉnh đầu của chúng. Chúng được cá bố bảo vệ cho đến khi chúng rời tổ vào khoảng 24 giờ sau khi nở. Túi noãn hoàng được tái hấp thụ và cá bột bắt đầu bơi lội tự do vào ngày thứ hai sau khi nở.